# Биласпур (округ, Чхаттисгарх)
Биласпур (англ. Bilaspur) — округ в индийском штате Чхаттисгарх. Образован в 1861 году. Административный центр — город Биласпур. Площадь округа — 8270 км². По данным всеиндийской переписи 2001 года население округа составляло 1 998 355 человек. Уровень грамотности взрослого населения составлял 63,5 %, что немного выше среднеиндийского уровня (59,5 %). Доля городского населения составляла 24,4 %.
В округе расположена угольная ТЭС Сипат мощностью 2980 МВт.